# ألكسندر غورشكوف
ألكسندر جورجيفيتش غورشكوف (بالروسية: Александр Георгиевич Горшков ، من مواليد 8 أكتوبر 1946) راقص على الجليد سابق تنافس دوليًا لصالح الاتحاد السوفيتي مع ليودميلا باخوموفا ، كان بطل الألعاب الأولمبية لعام 1976.